# Ordem da Família Real do Rei Carlos III
A Ordem da Família Real do Rei Carlos III (em inglês: Royal Family Order of Charles III) é uma ordem honorífica de alto prestígio concedida pelo Soberano britânico Carlos III como símbolo de sua estima pessoal por membros do sexo feminino da família real britânica. A honraria é concedida por vontade expressa do Soberano, mas normalmente ocorre por reconhecimento a serviços relevantes prestados por seus familiares em nome da Monarquia britânica. Ao contrário das demais honrarias britânicas, a Ordem da Família Real de Carlos III não possui cerimônias públicas ou anúncios públicos de suas nomeações, o que preserva o caráter altamente formal e privativo desta honraria.

## Insígnia
O emblema da Ordem da Família Real do Rei Carlos III é composto por uma imagem pintada a oléo do monarca de autoria de Elizabeth Meek. Na imagem, Carlos III porta o uniforme de gala de Almirante da Frota da Marinha Real Britânica sob o colar da Ordem da Jarreteira e o Grande-Colar e faixa da Ordem Real Vitoriana. As insígnias da Ordem do Banho e da Ordem de Mérito também figuram sobre o peito do monarca na imagem. A insígnia é cercada por uma orla de diamantes encimada por uma Coroa Tudor. No verso da insígnia consta a cifra real de Carlos III em cor dourada. A barreta da ordem é uma fita de seda em tom azul pálido e foi confeccionada por Philip Treacy inspirado na barreta da Ordem da Família Real do Rei Jorge V, bisavô do atual monarca.

## Lista de agraciados

### Atuais
Tamanho 1:
- 2024: A Rainha, a esposa de Carlos III[5]

Tamanho 2:
- 2024: A Princesa Real, a irmã de Carlos III[6]
- 2024: A Duquesa de Edimburgo, a cunhada de Carlos III[6]
- 2024: A Duquesa de Gloucester, a esposa do primo de Carlos III, o Príncipe Ricardo[7]